# Leopoldo Ruiz Moreno
Leopoldo Ruiz Moreno (Paraná, Provincia de Entre Ríos, 15 de febrero de 1972) es un ex-baloncestista argentino, que se desempeñaba tanto en la posición de base como en la de escolta. Jugó como profesional en las ligas de Argentina, Brasil e Italia, y compitió también con la selección de básquet de Argentina. Fue reconocido como Revelación de la Liga Nacional de Básquet en 1994 y como Mejor Sexto Hombre de la Liga Nacional de Básquet en 1996. 

## Trayectoria
Producto en la cantera de Talleres de Paraná, pasó luego a Echagüe donde completó su formación como juvenil e hizo su debut como profesional. En 1992 fue transferido al Deportivo Roca con el cual se consagraría campeón del Torneo Nacional de Ascenso. En ese club permanecería hasta 1995, demostrando que ya era un jugador maduro para la Liga Nacional de Básquet. Registró luego pasos por Atenas de Córdoba e Independiente de General Pico -dos de los clubes más dominantes de la época-, antes de salir del país y realizar una experiencia en Brasil. 
Regresó a su país para jugar con Obras Basket y Estudiantes de Olavarría, sin embargo, desilusionado con el estado del baloncesto profesional local tras la Crisis de 2001, se sumó al éxodo de jugadores argentinos a Europa. En consecuencia Ruiz Moreno acordó su llegada al Lauretana Biella en 2003, pero las reglamentaciones de la liga en la que competiría terminaron anulando su incorporación y enviándolo a la inactividad. Superada la situación, el escolta jugó con Virtus Ragusa, Eurorida Scafati y Caffè Maxim Bologna de la Legadue.
Fue repatriado por River Plate y luego actuó en el Libertad. En 2007 fichó con Echagüe para liderar al equipo en el TNA. Se retiró a mediados de 2008 tras la culminación de la temporada, pero a comienzos de 2009 reapareció jugando los torneos de la Asociación Paranaense de Básquet con la camiseta de Talleres de Paraná.
Posteriormente se afincó en la ciudad rionegrina de General Roca. Allí hizo un nuevo retorno al circuito del baloncesto competitivo, convertido esta vez en el capitán del club local Del Progreso. Con su nuevo equipo jugaría en el Torneo Federal de Básquetbol, acompañado por los también veteranos Hernán Montenegro y Mauricio Beltramella. 
Ruiz Moreno actuó en diversas ediciones del Campeonato Argentino de Básquet con la selección de Entre Ríos, siendo parte de los planteles que conquistaron el título en 2002 y 2003.

### Clubes
| Club                          | País      | Año         |
| ----------------------------- | --------- | ----------- |
| Echagüe                       | Argentina | 1989 - 1992 |
| Deportivo Roca                | Argentina | 1992 - 1995 |
| Atenas                        | Argentina | 1995 - 1996 |
| Independiente de General Pico | Argentina | 1996 - 1997 |
| Deportivo Roca                | Argentina | 1997 - 1998 |
| Independiente de General Pico | Argentina | 1998 - 1999 |
| Vasco Baureri                 | Brasil    | 2000        |
| Obras Basket                  | Argentina | 2000 - 2001 |
| Estudiantes de Olavarría      | Argentina | 2001 - 2002 |
| Virtus Ragusa                 | Italia    | 2003 - 2004 |
| Scafati Basket                | Italia    | 2004        |
| Virtus Bolonia                | Italia    | 2004 - 2005 |
| River Plate                   | Argentina | 2005 - 2006 |
| Libertad                      | Argentina | 2006 - 2007 |
| Echagüe                       | Argentina | 2007 - 2008 |
| Talleres de Paraná            | Argentina | 2009        |
| Del Progreso                  | Argentina | 2011 - 2013 |

## Selección nacional
Ruiz Moreno fue convocado a la selección de básquet de Argentina en 1995, con la que jugó en el Campeonato Sudamericano de Baloncesto de 1995. 

## Vida privada
Leopoldo Ruiz Moreno es hermano del también baloncestista profesional Lisandro Ruiz Moreno.